# Cupra (divinité)
Pour les articles homonymes, voir Cupra.

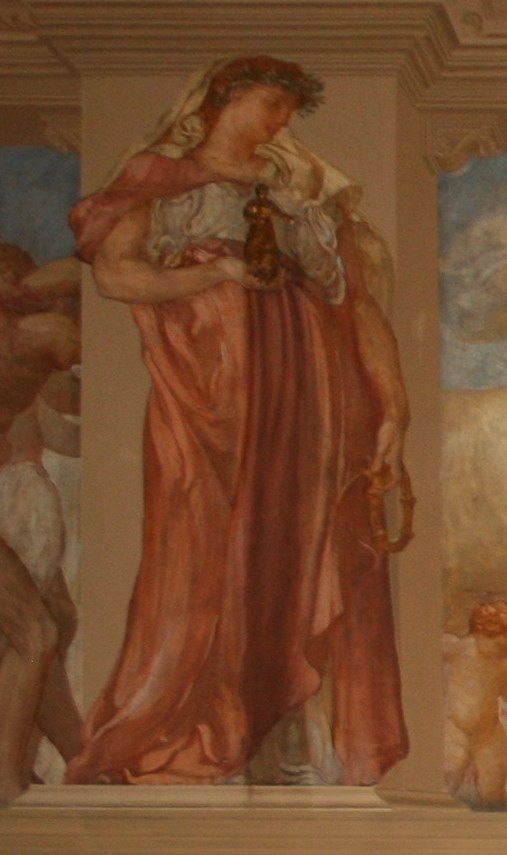
La déesse Cupra peinte par Adolfo de Carolis. Palais du gouverneur d'Ascoli Piceno.

Cupra, aussi appelée Cubrar (en ombrien), Ikiperu (en picène), Kypra ou Supra, est une divinité italique des anciens ombriens et picènes. C’est une déesse mère. 
Divinité chthonienne de l’eau et de la fécondité identifiée à la déesse étrusque Uni où à l’Astarté proche-orientale, les romains l’associent à la Bona Dea. .

## Origines
Trouvant vraisemblablement son origine dans cup signifiant désir, que l’on retrouve dans Cupidon, l’épithète “Cupra” remonte à l’antiquité paléo-ombrienne et aurait originellement désigné une divinité royale. 
En raison de rapports importants avec de nombreux peuples marins, l’étymologie de son nom serait un dérivé du grec Kuprin ou Cypria utilisé pour désigner d’Aphrodite mais qu’on trouverait également à Gubbio comme renvoyant à Mars. Autre hypothèse, ce nom viendrait de l’île de Chypre où le culte d’Aphrodite était particulièrement présent. 
Le monde romain identifiait Cupra à Bona Dea. L’écrivain Varron établit un parallèle entre le terme cyprum et le latin bonum. 

## Témoignages du culte
Des bâtiments et des objets dédiés à son culte ont été retrouvés près de la ville disparue de Plestia, à Ripatransone ainsi qu’à Cupra Marrittima qui en a conservé le nom. 
Le musée archéologique de Colfiorito à Foligno conserve quatre plaques de bronze du IVe siècle dédiés à la déesse Cupra Matres Plestinas: Cupramsmatres plestinas cacru esu.
Sur la plaque de Fossato datant de la seconde moitié du IIe siècle av. J.-C. et conservée par le musée archéologique de Pérouse, on trouve gravé en ombrien: Cubrar Mater Bio Eso. 
D’autres vestiges retrouvés près de Massignano sont toujours en attente d’analyses  mais pourrait confirmer que les lieux étaient consacrés au culte de la déesse.

## Utilisation du nom
Le nom de la déesse identifiée à Aphrodite a été employé pour des produits de beauté de la société pharmaceutique du docteur Ciccarelli qui commença sa carrière à Cupra Marittima. 